# Melanostomias bartonbeani
Melanostomias bartonbeani – gatunek głębinowej ryby z rodziny wężorowatych (Stomiidae). Osobniki tego gatunku dorastają do 26,2 cm długości. Spotykany na głębokościach 25–2000 m, w Oceanie Atlantyckim, Indyjskim i w Pacyfiku, pomiędzy 56° N a 40° S.